# Wiki Education Foundation
Wiki Education Foundation (Wiki Ed) és una organització sense ànim de lucre amb seu a San Francisco, Califòrnia. S'encarrega de l'aplicació del Wikipedia Education Program, que promou la integració de la Viquipèdia en els centres eductius per part del professorat al Canadà i als Estats Units d'Amèrica.

## Història
El Wikipedia Education Program va ser iniciat per la Fundació Wikimedia el 2010. La Wiki Education Foundation s'hi va incorporar el 2013 per a oferir al programa educatiu «un suport més enfocat i especialitzat» i per a «desenvolupar programes addicionals que promoguin la investigació acadèmica i l'ensenyament relacionat amb la Viquipèdia».
El febrer de 2014, Wikimedia Foundation (WMF) i Wiki Education Foundation van anunciar la contractació de Frank Schulenburg, que anteriorment havia exercit com a director de programes a WMF, com a primer director executiu de l'organització. L'abril de 2014, Schulenburg va representar a Wiki Ed a la World Literacy Summit a Oxford.